# اوراش (ایزد)
اوراش خدایی بین‌النهرینی و حامی شهر دلبات بود.

## کارکرد
اوراش خدای حامی شهر دلبات، تِل الدِیلم امروزی، در استان بابل عراق بود.

## ارتباط با سایر خداییان
خدای اوراش که در دیلبات پرستش می‌شد با اوراش همسر آنو یکی نبود. شواهد برای پرستش دومی نادر است و برخلاف خدای دیلبات، او عمدتا خدایی کیهانی بود.
همسر اوراش نینگال در دیلبات با نونگال در ارتباط بود.
خداییانی که به عنوان فرزندان او در نظر گرفته می‌شوند عبارتند از نانایا که گاهی اوقات دختر اول او نامیده می شود و لاگامال.

## پرستش
قدیمی‌ترین گواهی‌های اوراش مربوط به دوره سلسله سوم اور است.